# Породични дневник
Породични дневник (словен. Družinski dnevnik) је југословенски и словеначки драмски филм први пут приказан 12. октобра 1961. године, а режирао га је Јоже Гале.

## Улоге
| Глумац             | Улога                      |
| ------------------ | -------------------------- |
| Стане Север        | Тоне Смрекар               |
| Владоса Симчић     | (као Владоса Симчићева)    |
| Анка Цигој         | (као Анка Цигојева)        |
| Стане Потокар      | Надизар                    |
| Јуриј Соучек       | Јани                       |
| Душан Ћирић        |                            |
| Лев Крефт          | Јанез (као Лефцек Крефт)   |
| Руса Бојц          | домарка (као Руса Бојцева) |
| Владимир Скрбиншек | Брглез                     |
| Павла Кович        |                            |
| Лојзе Потокар      | Први слушалац              |
| Метка Путглеј      | (као Метка Путглејева)     |
| Александер Валич   |                            |
| Драго Макуц        | Погачник                   |
| Јанез Шкоф         | Пословођа                  |
| Франци Пресетник   |                            |
| Јудита Хан         | (као Јудита Хахнова)       |

Остале улоге  ▼
| Глумац         | Улога                  |
| -------------- | ---------------------- |
| Мила Качић     | (као Мила Качићева)    |
| Метка Бучар    | (као Метка Бучарјева)  |
| Аленка Светел  | (као Аленка Светелова) |
| Јоже Зупан     |                        |
| Стане Цесник   |                        |
| Вида Левстик   | (као Вида Левстикова)  |
| Милан Копац    |                        |
| Вера Мурко     | (као Вера Муркова)     |
| Милан Брезигар |                        |
| Фрањо Кумер    |                        |
| Ема Старц      | (као Ема Старцева)     |
| Марјан Хластец |                        |
| Лаци Цигој     |                        |
| Верица Пантић  | (као Вера Пантицева)   |
| Макс Бајц      |                        |